# اليلة سر
اليلة سر (بالفارسية: آلیله سر) هي مستوطنة تقع في قسم اني الريفي (مقاطعة غرمي) في إيران. يقدر عدد سكانها بـ 169 نسمة .